# 北川景子
北川景子（日语：／ Kitagawa Keiko，1986年8月22日—）是日本女演員，兵庫縣神戶市出身，身高160cm，丈夫為樂團BREAKERZ的主唱DAIGO。

## 來歷
2003年末到2006年任日本雜誌《Seventeen》專屬模特兒。2004年參演電視劇「美少女戰士」。2007年初次主演電視劇《抹布女孩》得到好評，並獲第55回日劇學院賞特別獎（新人獎）。
2015年，初次主演富士電視台的連續劇《偵探的偵探》，亦是個人睽違兩年半的電視劇主演。
2016年，北川景子與DAIGO在各自的個人部落格和官網上宣布於1月11日結婚。
2016年，婚後主演電視劇「房仲女王」。
2020年，宣布懷孕，9月生下女兒。
2023年，透過經紀公司宣布懷有第二胎。2024年1月順利生下男寶寶。

## 人物
- 有一個妹妹。喜歡前寶塚歌劇團花組主演男役蘭壽Tomu。
- 和演員高畑淳子是遠親。北川的曾祖父和高畑的祖父為兄弟。[5]
- 2009年3月26日自日本明治大學商學部畢業，主修應用經濟學（Applied Economics）。
- 曾在情報節目《國王的早午餐（日语：王様のブランチ）》上表示自己是路痴。
- 興趣是閱讀，尤其以小說為大宗。另有美術繪畫藝術書籍、醫學書籍等，種類廣泛。
- 電影「間宮兄弟（日语：間宮兄弟）」共演者塚地武雅曾表示：「景子很怕生，但和人交情一好就變成有趣的關西大姐。」
- 視力差，但私生活和工作皆不戴眼鏡，表示「看不見也好」。只有在上課和唸書時會戴眼鏡。
- 因拍攝好萊塢電影「玩命關頭3：東京甩尾」而進行英語會話特訓。拍攝結束後，在2006年2月至4月，再次獨自前往美國洛杉磯語言留學。
- 雖天生體質對貓過敏，但仍飼養一隻貓，名為JILL（白色×棕色）。
- 和雜誌《Seventeen》同期的知華是好友。和「美少女戰士」共同演出的澤井美優、泉里香、小松彩夏和安座間美優是好友，會定期聚會，每逢五人的生日必定會聚集慶祝。[6][7]
- 跟前國際米蘭球員長友佑都是同學。

## 演出作品

### 電影
- 2006年5月13日《間宮兄弟（日语：間宮兄弟）》 飾演 本間夕美
- 2006年5月27日《水生花（日语：水に棲む花）》飾演 水池立夏
- 2006年9月16日《玩命關頭3：東京甩尾》飾演 レイコ（Reiko）
- 2006年10月7日《櫻桃派（日语：チェリーパイ_(映画)）》飾演 清原つぐみ（主演）
- 2007年2月3日《二分之一的友情（Dear Friends）》 飾演 高橋莉娜（主演）
- 2007年6月2日《等待，是為了和你相遇》 飾演 葛城桃香
- 2007年10月6日《南方大作戰》 飾演 上原洋子
- 2007年10月20日《東京大惡鬥（日语：ヒートアイランドシリーズ）》 飾演 ナオ
- 2008年11月1日《帥哥西裝》飾演 星野寬子
- 2009年6月13日《盛夏的獵戶座（日语：真夏のオリオン）》飾演 有沢志津子・倉本いずみ（分飾兩角）
- 2009年10月31日《It's On Me（日语：わたし出すわ）》飾演 記者（友情客串）
- 2010年3月13日《花痕（日语：花のあと）》 飾演 以登（主演）
- 2010年6月19日《一眼瞬間，再見愛》 飾演 園田泉美（主演）
- 2010年10月9日《死刑台與電梯》飾演 松本美加代
- 2011年6月4日《天國之吻》飾演 早坂紫（主演）
- 2013年8月3日《推理要在晚餐後》飾演 寶生麗子
- 2013年11月9日《我的恐怖室友》 飾演 萩尾春海（主演）
- 2014年1月11日《菜鳥評審員》 飾演 大田ひかり
- 2014年2月1日《只想擁抱妳》飾演 山本つかさ（主演）
- 2014年5月3日《惡夢小姐 The Movie》飾演 武戸井彩未（主演）
- 2015年6月20日《積愛的人（日语：愛を積むひと）》飾演 小林聡子
- 2015年7月18日《HERO2》飾演 麻木千佳
- 2016年1月16日《の・ようなもの のようなもの》飾演 夕美
- 2017年1月28日 《破門 ふたりのヤクビョーガミ》飾演 渡辺悠紀
- 2017年7月28日《我想吃掉你的胰臟》飾演 恭子（十二年後）
- 2018年11月2日《原本以為只是手機掉了》飾演 稻葉麻美（主演）
- 2018年11月20日《龐克武士》飾演 小論
- 2019年12月20日《添好孕》飾演 幸子
- 2020年2月10日《电影之神》饰演 桂园子
- 2020年11月13日《死亡醫生的遺產》飾演 高千穗
- 2020年12月18日《約定的夢幻島》飾演 伊莎貝拉
- 2020年2月21日《原本以為只是手機掉了》[8]飾演 稻葉麻美（主演）
- 2021年1月21日《初戀 (島本理生)》飾演 真壁由紀（主演）
- 2021年1月22日《 三角窗外是黑夜》飾演 石井慶子
- 2022年5月20日《往大河之道》飾演 小林永美 / エイ
- 2022年12月9日《來自雪國的遺書》飾演 山本モジミ（主演）

### 動畫配音
- 2012年1月7日：《魔法樹屋》 配音 ジャック
- 2022年6月24日：《麵包超人：多洛林與妖怪嘉年華》 配音 多洛林
- 2023年6月30日：《劇場版美少女戰士Cosmos 後篇》 配音 水手宇宙

### 電視劇
| 首播年份 | 劇名                 | 角色                            | 播出頻道               | 性質         |
| 2003年   | 美少女戰士           | 火野麗／水手火星（Sailor Mars） | CBC                    |              |
| 2007年   | 抹布女孩             | 長谷川桃子                      | 朝日電視台             | 主演         |
| 2008年   | 太陽與海的教室       | 榎戶若葉                        | 富士電視台             |              |
| 2009年   | 零秒出手             | 白河莉子                        | 富士電視台             |              |
| 2010年   | 筆談女公關           | 齊藤里惠                        | SP，TBS電視            | 主演         |
| 2010年   | 月之戀人             | 大貫柚月                        | 富士電視台             |              |
| 2011年   | LADY                 | 香月翔子                        | TBS電視                | 主演         |
| 2011年   | 這個世界的角落       | 浦野（北條）鈴                  | SP，日本電視台         | 主演         |
| 2011年   | 推理要在晚餐後       | 寶生麗子                        | 富士電視台             |              |
| 2012年   | 推理要在晚餐後 SP    | 寶生麗子                        | 富士電視台             |              |
| 2012年   | 澪之料理帖           | 澪                              | SP，朝日電視台         | 主演         |
| 2012年   | 惡夢小姐             | 武戶井彩未                      | 日本電視台             | 主演         |
| 2013年   | 獨身貴族             | 春野雪                          | 富士電視台             |              |
| 2014年   | 惡夢小姐 SP          | 武戶井彩未                      | 日本電視台             | 主演         |
| 2014年   | 澪之料理帖 SP        | 澪                              | 朝日電視台             | 主演         |
| 2014年   | 律政英雄2            | 麻木千佳                        | 富士電視台             |              |
| 2015年   | 偵探的偵探           | 紗崎玲奈                        | 富士電視台             | 主演         |
| 2016年   | 房仲女王             | 三軒家萬智                      | 日本電視台             | 主演         |
| 2016年   | 希波克拉底誓言       | 栂野真琴                        | WOWOW                  | 主演         |
| 2017年   | 幸福的記憶           | 津島夏波                        | SP，TBS電視            |              |
| 2017年   | 房仲女王特別篇       | 三軒家萬智                      | SP，日本電視台         | 主演         |
| 2018年   | 西鄉殿               | 篤姬／天璋院                    | NHK大河劇              |              |
| 2018年   | 指定律師             | 一之木唯                        | SP，朝日電視台         | 主演         |
| 2018年   | Fake News 假新聞風暴 | 東雲樹                          | NHK                    | 主演         |
| 2019年   | 房仲女王2            | 三軒家萬智                      | 日本電視台             | 主演         |
| 2021年   | 離婚活動             | 水口咲                          | TBS電視                | 主演         |
| 2023年   | 女神的教室           | 柊木雫                          | 富士電視台             | 主演         |
| 2023年   | 怎麼辦家康           | 阿市、淀殿                      | NHK大河劇              | 一人分飾兩角 |
| 2023年   | 落日                 | 長谷部香                        | WOWOW                  | 主演         |
| 2025年   | 從奪走你的那天起     | 中越紘海                        | 關西電視台・富士電視台 | 主演         |
| 2025年   | 怪變                 | 雨清水多江                      | NHK綜合頻道            | [ 9 ]        |

### 出版品
- 寫真集
  - 北川景子 STYLISH STREET BOOK 「ハリウッドへ行っちゃった!」 （2006年9月、SDP）
  - 北川景子ファースト寫真集「Dear Friends」（2007年1月、角川グループパブリッシング）
  - 「女優メイク」 （2007年10月、SDP）
  - 「美女採集 Asami Kiyokawa catch the girl」 （2007年12月、INFASパブリケーションズ）
  - 「女優メイク Part II」 （2010年4月、SDP）
  - 電影『天國之吻』official 紫 by 北川景子 Fashion Photo BOOK （2011年5月、祥伝社ムック）
  - 原創1st.個人寫真集 「27」(にじゅうなな) （2013年8月、SDP）[10]
- DVD
  - 原創1st.個人寫真集拍攝花絮 「27+」（2013年11月、SDP）
- 週邊商品
  - 原創1st.個人桌曆「北川景子オフィシャルカレンダー2014」（2013年12月、SDP）

### 服飾
- Didi by florence × 北川景子コラボライン（2008年 秋冬）
- anySiS by KUMIKYOKU SiS × 北川景子（2010年8月 - ）（イメージキャラクターおよびコラボレーション）

## 獎項
| 年份   | 大賞名稱                | 獎項       | 作品       |
| ------ | ----------------------- | ---------- | ---------- |
| 2007年 | 第55回日劇學院賞        | 新人獎     | 抹布女孩   |
| 2015年 | 第1回CONFiDENCE日劇大獎 | 主演女優賞 | 偵探的偵探 |
| 2016年 | 第90回日劇學院賞        | 主演女優賞 | 房仲女王   |
| 2024年 | 第32回橋田賞            |            |            |

## 外部連結
- KEIKO KITAGAWA OFFICIAL WEBSITE（页面存档备份，存于）（日語） - 官方网站
- 北川景子的X（前Twitter）
- 北川景子的Facebook專頁
- DIARY | KEIKO KITAGAWA – 北川景子 KEIKO KITAGAWA DIARY ページ（页面存档备份，存于）（日語） - 官方Blog
- STARDUST - スターダストプロモーション芸能３部 - 北川景子のプロフィール（页面存档备份，存于）（日語） - 經紀公司个人介紹页面